# (13932) Rupprecht
(13932) Rupprecht es un asteroide perteneciente al cinturón de asteroides descubierto el 18 de septiembre de 1988 por el equipo del Observatorio Europeo Austral desde el Observatorio de La Silla, Chile.

## Designación y nombre
Rupprecht se designó al principio como 1990 UT5.
Más adelante, en 2002, fue nombrado  por Gero Rupprecht (nacido en 1954) fue un astrónomo alemán del Observatorio Europeo Austral desde 1988 hasta 2019. Ha sido parte integral de proyectos de instrumentación astronómica (FORS, HARPS y MUSE) que permitieron a la comunidad realizar numerosos descubrimientos astronómicos.

## Características orbitales
Rupprecht orbita a una distancia media de 2,219 ua del Sol, pudiendo alejarse hasta 2,623 ua y acercarse hasta 1,815 ua. Tiene una excentricidad de 0,182 y una inclinación orbital de 0,232 grados. Emplea en completar una órbita alrededor del Sol 1207,55 días.

## Características físicas
La magnitud absoluta de Rupprecht es 16,10. 